# Arduinna
Arduinna (Ardbinna) – celtycka bogini dzikiej natury i jej płodności.
Uważana za opiekunkę dzikiej zwierzyny, jej przestrzeni życiowej i naturalnych warunków bytowych. Zapewne była też myśliwskim bóstwem łowów. Przyjęto, że jej kultowym atrybutem był dzik, co pośrednio ma poświadczać anonimowa, niedatowana, brązowa statuetka ukazująca boginię dosiadającą tego zwierzęcia, w XIX wieku znaleziona w Ardenach (Lesie Ardeńskim). Od jej imienia wywodzony jest również toponim tego górotworu. Postać w krótkiej tunice przedstawiona jest z łukiem lub nożem myśliwskim w ręku. Dotychczasowe pochodzenie tego posążka zostało jednak zakwestionowane i odnoszone jest do obszaru Jury.
W okresie galorzymskim Arduinnę utożsamiono z Dianą i czczono pod podwójnym imieniem.